# ウィリアムズ・FW30
ウィリアムズ・FW30 (Williams FW30) はウィリアムズF1が2008年のF1世界選手権に投入したフォーミュラ1カー。

## 開発
FW30は、昨年型FW29の進化版であり、他チームの新型車に多く見られる、巨大なフロントウィングや、リヤ周りのシェイプアップなどトレンド的なフォルムになった。 

## 記念カラーリング
冬季テストでは、ウィリアムズがF1参戦30周年を迎えるにあたり、6種類の記念カラーリングで走行した。
- シェイクダウンのときは2番目のカラーリングがお披露目され、マシンのフロントノーズには現ウィリアムズ従業員519人の全氏名と、1978年開幕戦アルゼンチンGPでFW06がサーキットデビューを飾って以来、チームをサポートしてきた85のスポンサーのブランドネームが記され、リアウィング翼端板には「THANK YOU TO ALL OF OUR FANS」とファンへのメッセージが書かれている。
- 4番目のカラーリングには、過去30年にわたってチームが達成した数値が飾られる。
- 5番目のカラーリングはフロントノーズの部分に、7人のワールドチャンピオンからのメッセージが書かれている。そのほかにもモノコック部分に、今までウィリアムズに所属してきたレースドライバー31人全員の名前が書かれている。

## 性能
メカニカルグリップに優れる反面、弱点としてダウンフォースが不足している事が挙げられる。開幕戦オーストラリアGPでは3位表彰台を獲得し、序盤こそ順調な滑り出しを見せたものの、シーズンが中盤に差し掛かるにつれ開発の遅れが目立つようになり成績が伸び悩む時期が続いた。特にローダウンフォースの空力パッケージで低速区間を走行する際のスピードの確保が困難で、マニクール・サーキットやシルバーストン・サーキット等の高速レイアウトでは非常に苦戦を強いられる結果となった。

## スペック

### シャーシ
- シャーシ名 FW30
- 全長 4,500 mm
- 全幅 1,800 mm
- 全高 950 mm
- ホイールベース 3,100 mm
- クラッチ AP
- ブレーキキャリパー AP

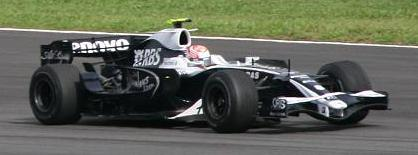
中嶋一貴がドライブするFW30

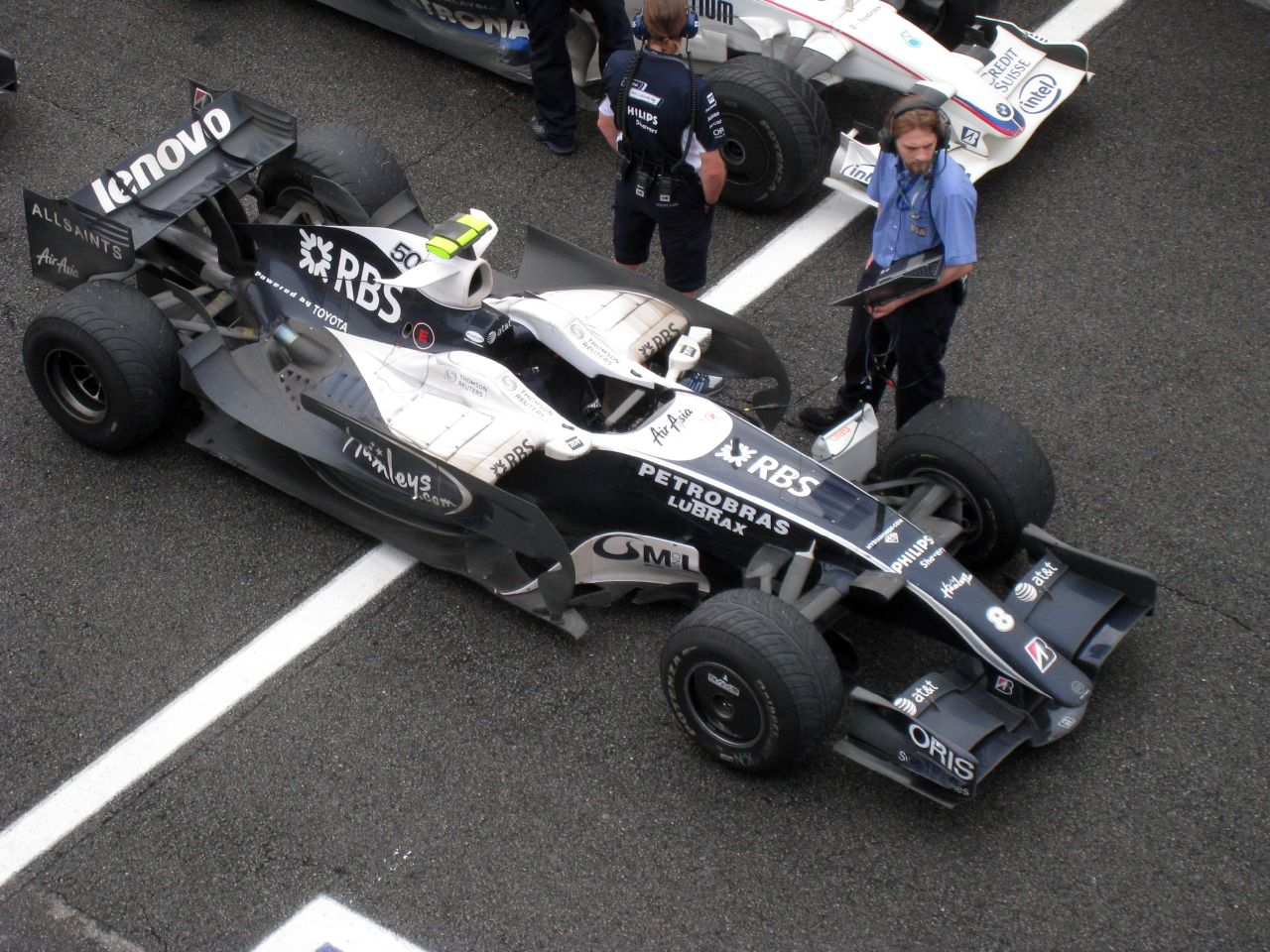
2008年イタリアGPにて

- ブレーキディスク・パッド カーボンインダストリー
- ホイール レイズ鍛造マグネシウム
- タイヤ ブリヂストン
- ギヤボックス ウイリアムズ7速セミオートマチックシームレスギヤボックス/アルミニウム製ケーシング
- エレクトロニクス MES-マイクロソフト スタンダードECU
- 重量 605kg

### エンジン
- エンジン名 トヨタRVX-08
- 気筒数・角度 V型8気筒・90度
- 排気量 2,398cc
- 最高回転数 19,000回転（レギュレーションによる）
- 最大馬力 約740馬力
- バルブ駆動 圧搾空気式
- スロットル駆動 油圧式
- スパークプラグ デンソー
- 燃料 ペトロブラス

## 記録
| 年   | No. | ドライバー       | 1   | 2   | 3   | 4   | 5   | 6   | 7   | 8   | 9   | 10  | 11  | 12  | 13  | 14  | 15  | 16  | 17  | 18  | ポイント | ランキング |
| 年   | No. | ドライバー       | AUS | MAL | BHR | ESP | TUR | MON | CAN | FRA | GBR | GER | HUN | EUR | BEL | ITA | SIN | JPN | CHN | BRA | ポイント | ランキング |
| ---- | --- | ---------------- | --- | --- | --- | --- | --- | --- | --- | --- | --- | --- | --- | --- | --- | --- | --- | --- | --- | --- | -------- | ---------- |
| 2008 | 7   | ニコ・ロズベルグ | 3   | 14  | 8   | Ret | 8   | Ret | 11  | 16  | 9   | 10  | 14  | 8   | 12  | 14  | 2   | 11  | 15  | 12  | 26       | 8          |
| 2008 | 8   | 中嶋一貴         | 6   | 17  | 14  | 7   | Ret | 7   | Ret | 15  | 8   | 14  | 13  | 15  | 14  | 12  | 8   | 15  | 12  | 17  | 26       | 8          |

- ドライバーズランキング
  - ニコ・ロズベルグ 13位
  - 中嶋一貴 15位